# Dráhová dohlednost

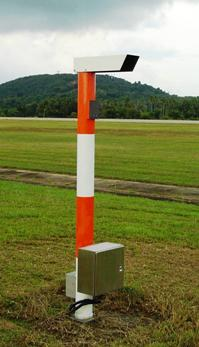
Transmisometr poskytující údaje o dráhové dohlednosti

Dráhová dohlednost (anglicky: Runway Visual Range, zkráceně: RVR) se v letecké meteorologii označuje vzdálenost, na kterou může pilot letadla nacházejícího se na ose ranveje vidět denní dráhové značení nebo návěstidla, ohraničující ranvej nebo vyznačující její osu. ICAO Annex 5 doporučuje celosvětově udávat hodnoty RVR v metrech, lze se však setkat (především v USA) s hodnotami RVR publikovaných ve stopách.

## Použití
RVR je jedna z hodnot důležitých pro určování minim pro přístrojová přiblížení (Instrument approach), která jsou rozdělena do kategorií. Jednotlivé kategorie mají svoje požadavky na schopnost a přesnost přístrojů na zemi i na palubě letadla, ale i výcvik pilotů. Na každý řízený let musí být podán letový plán, do kterého lze uvést i minima RVR, za kterých jsou letadlo i posádka schopni provést bezpečný let (uvádí se v poli 18 ve formátu RVR/xxx, kdy xxx nahrazuje číselná hodnota ve stovkách metrů) .
Pokud je RVR zpravidla nižší než 2000 metrů (popř. 6500 stop), dostávají piloti hodnotu dráhové dohlednosti ve vysíláních ATIS, jejichž součástí jsou zprávy METAR). V případě výpadku ATIS nebo rychle se měnících meteorologických podmínek je RVR předávána pilotům přímo řídícími letového provozu. RVR se udávají ve směru od bodu dotyku, například takto :
Dráhová dohlednost pro dráhu 24, (bod dotyku) šest set metrů, (střed dráhy) sedm set metrů, (konec dráhy) jeden tisíc sto metrů.
Runway visual range for runway 24, (runway touchdown) six hundred metres, (runway mid-point) seven hundred metres, (runway-end) one thousand one hundred metres.
nebo
RVR pro dráhu 13, není k dispozici.
RVR for runway 13, not available.

## Historie měření

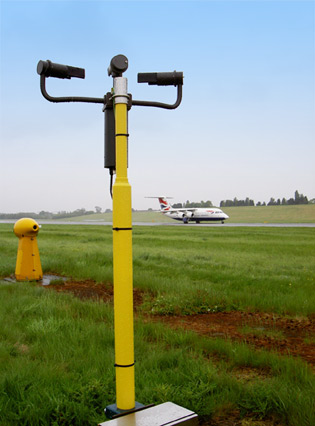
Měřič dopředného rozptylu

Původně bylo měření dráhové dohlednosti prováděno prostým pozorováním, kdy se zaměstnanec letiště, řízení letového provozu nebo letištní meteorologické služby postavil na korbu auta zaparkovaného na prahu dráhy a spočítal viditelná osová nebo postranní dráhová světla, která mají mezi sebou pevně danou vzdálenost. V některých případech byla na letištích zřízená pozorovatelna, takže pozorovatel jen sledoval viditelné objekty v okolí s přesně známou vzdáleností od pozorovatele. Pozorovatel samozřejmě musel mít zrak prověřen příslušným lékařem. Měření dohlednosti pozorováním se dnes využívá jen zřídka v případech nouze.
V průběhu druhé světové války se s výrazným nárůstem letecké dopravy zvýšil i počet letištních meteorologických stanic. Se stále vyššími požadavky na přesnost meteorologických dat vznikali i první měřiče dohlednosti. Průkopníkem v této oblasti byl finský profesor Vilho Väisälä, jehož firma Vaisala dnes patří ke světové špičce v oboru výroby meteorologických měřících zařízení.
Prvními přístroji na měření RVR byly transmisometry. Princip transmisometru je jednoduchý. Optický vysílač a přijímač jsou postaveny proti sobě, podél ranveje ve vzdálenosti cca 120 m od osy dráhy na třech místech (většinou se udávají RVR v bodě dotyku, uprostřed a na konci dráhy). Vysílač vyšle světelný paprsek o určité energii a přijímač změří množství přijaté energie, která prošla vzduchem. Jde o fyzikální princip rozptylu světla v atmosféře, kdy kapalné nebo pevné částice ve vzduchu pohltí světelný paprsek. Počítač tedy rozdíl mezi přijatou a vyslanou energii transmisometru přepočítá na dohlednost z místa vysílače. Novější přístroje zavádějí do výpočtu dohlednosti také jas pozadí.
Modernějšími technikou v měření RVR jsou měřiče dopředného rozptylu (anglicky: Forward Scatter Visibility Meter, zkráceně: FSVM), které pracují na principu podobném transmisometru, avšak jejich pořizovací cena je třetinová oproti transmisometrům. Další výhodou FSVM je, že jedno zařízení je osazeno současně přijímačem i vysílačem. Tím se zjednodušuje i jeho instalace, kdy FSVM lze umístit všude tam, kde je třeba, kdežto transmisometr pro svou funkci potřebuje oblast bez překážek mezi vysílačem a přijímačem. Zatím se měřiče dopředného rozptylu na většině letištích používají jen jako doplňkový systém, když jsou umístěny u vysílače transmisometru a plní autokalibrační činnost. Jsou však i taková letiště, kde již plně převzali funkci starších transmisometrů. Podle údaje US FAA z prosince 2009 "je v současné době v provozu přibližně 279 RVR systémů v USA, ze kterých 242 jsou nové FSVM systémy a 34 staré transmisometry." 
Měření RVR prováděná automatizovanými přístroji se nazývá dráhová dohlednost měřená přístroji (anglicky: Instrument Runway Visual Range, zkráceně: IRVR).

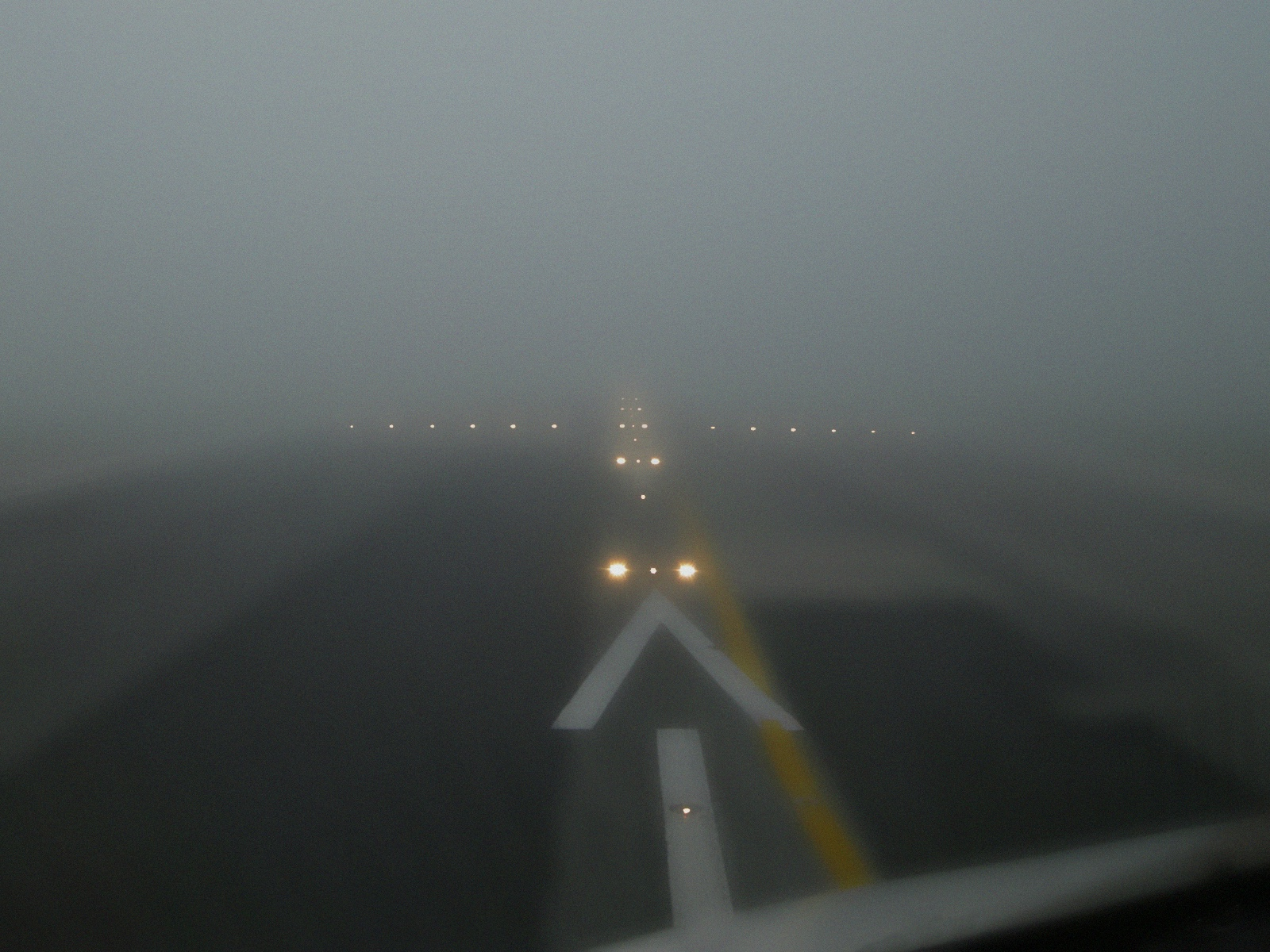
Pohled pilota A319 na během husté mlhy (RVR 200 m) / Lisabon RWY 21
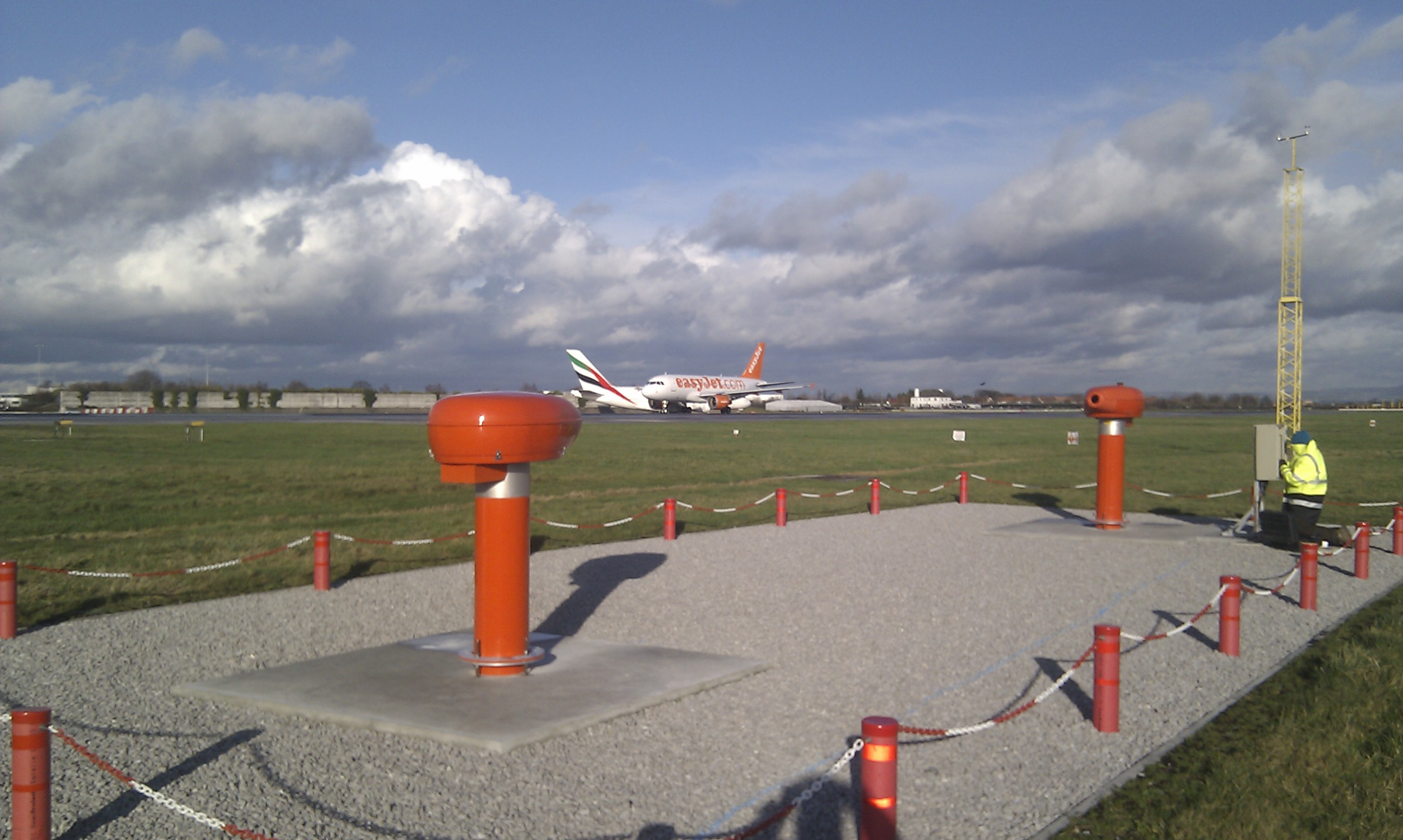
Soustava transmisometru (vysílač a přijímač) / AGIVIS 2000 Runway Visual Range System
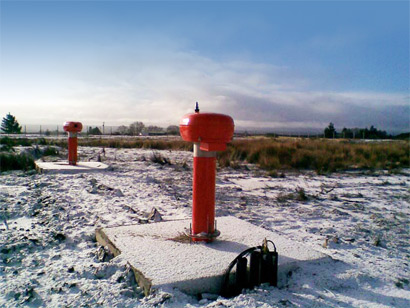
Soustava transmisometru (vysílač a přijímač) / AGIVIS 2000 Runway Visual Range System